# Palermo (Huila)
Pour les articles homonymes, voir Palermo.
Palermo est une municipalité située dans le département de Huila, en Colombie.

## Relations internationales

### Jumelage
La ville de Palermo est jumelée avec les villes suivantes :
- Palerme, Italie